# Raphaelle Plante
Raphaelle Plante, född 19 augusti 2002 i Wien i Österrike, är en kanadensisk konstsimmare. 

## Karriär
Plante började med konstsim som sjuåring. Vid VM 2022 i Budapest var hon en del av Kanadas lag som slutade på sjunde plats i highlight och på åttonde plats i det tekniska lagprogrammet.
Vid panamerikanska spelen 2023 i Santiago var Plante en del av Kanadas lag som tog brons i lagtävlingen. Vid VM 2023 i Fukuoka var hon en del av Kanadas lag som slutade på sjätte plats i det akrobatiska lagprogrammet och på 14:e plats i det tekniska lagprogrammet.
Vid VM 2024 i Doha var Plante en del av Kanadas lag som slutade på fjärde plats i det akrobatiska lagprogrammet, sjätte plats i det tekniska lagprogrammet och på sjunde plats i det fria lagprogrammet. Vid olympiska sommarspelen 2024 i Paris var hon en del av Kanadas lag som slutade på sjätte plats i lagtävlingen.